# Modernisierung (Mietrecht)
Unter Modernisierung versteht man im Wohnraummietrecht nach der Legaldefinition in § 555b BGB bauliche Veränderungen,
- durch die in Bezug auf die Mietsache Endenergie nachhaltig eingespart wird (energetische Modernisierung),
- durch die nicht erneuerbare Primärenergie nachhaltig eingespart oder das Klima nachhaltig geschützt wird, sofern nicht bereits eine energetische Modernisierung nach Nr. 1 vorliegt,
- durch die der Wasserverbrauch nachhaltig reduziert wird,
- durch die der Gebrauchswert der Mietsache nachhaltig erhöht wird,
- durch die die Mietsache erstmals mittels Glasfaser an ein öffentliches Netz mit sehr hoher Kapazität im Sinne des § 3 Nummer 33 des Telekommunikationsgesetzes angeschlossen wird,
- durch die die allgemeinen Wohnverhältnisse auf Dauer verbessert werden,
- die auf Grund von Umständen durchgeführt werden, die der Vermieter nicht zu vertreten hat, und die keine Erhaltungsmaßnahmen nach § 555a sind, oder
- durch die neuer Wohnraum geschaffen wird.

## Allgemeines
Dem Gesetzgeber lag daran, für Klärung dieser Streitfragen zu sorgen. Deshalb wurde die Vorschrift des § 555b BGB im Mai 2013 eingeführt. Sie enthält rechtstechnisch eine abschließende Aufzählung, die durch die Rechtsprechung nicht erweitert werden darf. Alle anderen Arbeiten, die zur Instandhaltung oder Instandsetzung der Mietsache erforderlich sind, bezeichnet man als Erhaltungsmaßnahmen (§ 555a Abs. 1 BGB).

## Rechtsfragen
Die Abgrenzung von „Modernisierungs-“ und „Erhaltungsmaßnahmen“ ist ein häufiger Streitpunkt zwischen Vermietern und Mietern, da die Kosten der Erhaltung vom Vermieter zu tragen sind (§ 535 Abs. 1 Satz 2 BGB) und im Gegensatz zu den Kosten der Modernisierung nicht im Wege der Modernisierungsumlage auf die Mieter umgelegt werden dürfen. Instandhaltungs- und Instandsetzungsarbeiten dienen der Vorbeugung oder Beseitigung von Mängeln im Sinne des § 536 BGB. Die Abgrenzung zu umlagefähigen Modernisierungsmaßnahmen ist eine Frage des Einzelfalls. Werden z. B. instandsetzungsbedürftige Kastendoppelfenster gegen Kunststoff-Isolierglasfenster ausgetauscht, ist dies nicht notwendig eine Modernisierung.
Bei öffentlich gefördertem Wohnraum gelten für die Mieterhöhung nach Durchführung von Modernisierungsmaßnahmen die besonderen Bestimmungen des Wohnungsbindungsgesetzes (WEG) in Verbindung mit landesgesetzlichen Vorschriften.
Da sich § 22 Abs. 2 WEG ausdrücklich auf § 555b BGB bezieht, gelten diese Modernisierungsmaßnahmen auch für das Wohnungseigentum; hier werden insbesondere Modernisierungen und modernisierende Instandsetzung von dieser Vorschrift erfasst und auf § 555b Nr. 1–5 BGB beschränkt.
Eine Modernisierungsmaßnahme muss vom Vermieter spätestens drei Monate vor Beginn in Textform angekündigt werden, wobei Art und Umfang der Modernisierungsmaßnahme, der voraussichtliche Beginn und Dauer der Maßnahme sowie die beabsichtigte Mieterhöhung anzugeben sind. (§ 555c BGB) Eine Missachtung dieser Vorschrift durch den Vermieter hat auf die Modernisierungsmaßnahme selbst keine unmittelbaren Auswirkungen, führt aber dazu, dass der Vermieter die Miete erst sechs Monate nach Ankündigung der Mieterhöhung (statt drei Monate) erhöhen darf. (§ 559b Abs. 2 Satz 2 Punkt 1 BGB)
Der Mieter hat Modernisierungsmaßnahmen des Vermieters grundsätzlich zu dulden. Ausnahmsweise kann er die Maßnahme zurückweisen, sofern sie für den Mieter aufgrund der besonderen Umstände des Einzelfalls eine Härte bedeuten würde. Der Vermieter hat bereits in der Ankündigung darauf hinzuweisen, dass der Mieter bis zum Ablauf des nächsten Monats etwaige persönliche Härtegründe in Textform dem Vermieter mitzuteilen hat. Fehlt dieser Hinweis, braucht der Mieter für den Vortrag von Härtegründen weder Form noch Frist einzuhalten. (§ 555d BGB)
Kündigt der Vermieter eine Modernisierungsmaßnahme an, kann der Mieter das Mietverhältnis zum Ablauf des übernächsten Monats außerordentlich kündigen. (§ 555e BGB)